# Baldwin (Florida)
Baldwin és una població dels Estats Units a l'estat de Florida. Segons el cens del 2000 tenia 1.634 habitants.

## Demografia
Segons el cens del 2000, Baldwin tenia 1.634 habitants, 628 habitatges, i 432 famílies. La densitat de població era de 296,2 habitants per km².
Dels 628 habitatges en un 35,2% hi vivien nens de menys de 18 anys, en un 41,2% hi vivien parelles casades, en un 22,5% dones solteres, i en un 31,2% no eren unitats familiars. En el 27,5% dels habitatges hi vivien persones soles el 8,6% de les quals corresponia a persones de 65 anys o més que vivien soles. El nombre mitjà de persones vivint en cada habitatge era de 2,6 i el nombre mitjà de persones que vivien en cada família era de 3,16.
Per edats la població es repartia de la següent manera: un 29,3% tenia menys de 18 anys, un 10,2% entre 18 i 24, un 27,4% entre 25 i 44, un 22,3% de 45 a 60 i un 10,7% 65 anys o més.
L'edat mediana era de 34 anys. Per cada 100 dones de 18 o més anys hi havia 82,5 homes.
La renda mediana per habitatge era de 28.603 $ i la renda mediana per família de 31.023 $. Els homes tenien una renda mediana de 28.350 $ mentre que les dones 23.056 $. La renda per capita de la població era de 13.560 $. Entorn del 17,6% de les famílies i el 17,7% de la població estaven per davall del llindar de pobresa.

## Poblacions més properes
El següent diagrama mostra les poblacions més properes.